# 德羅瑟多貝克河

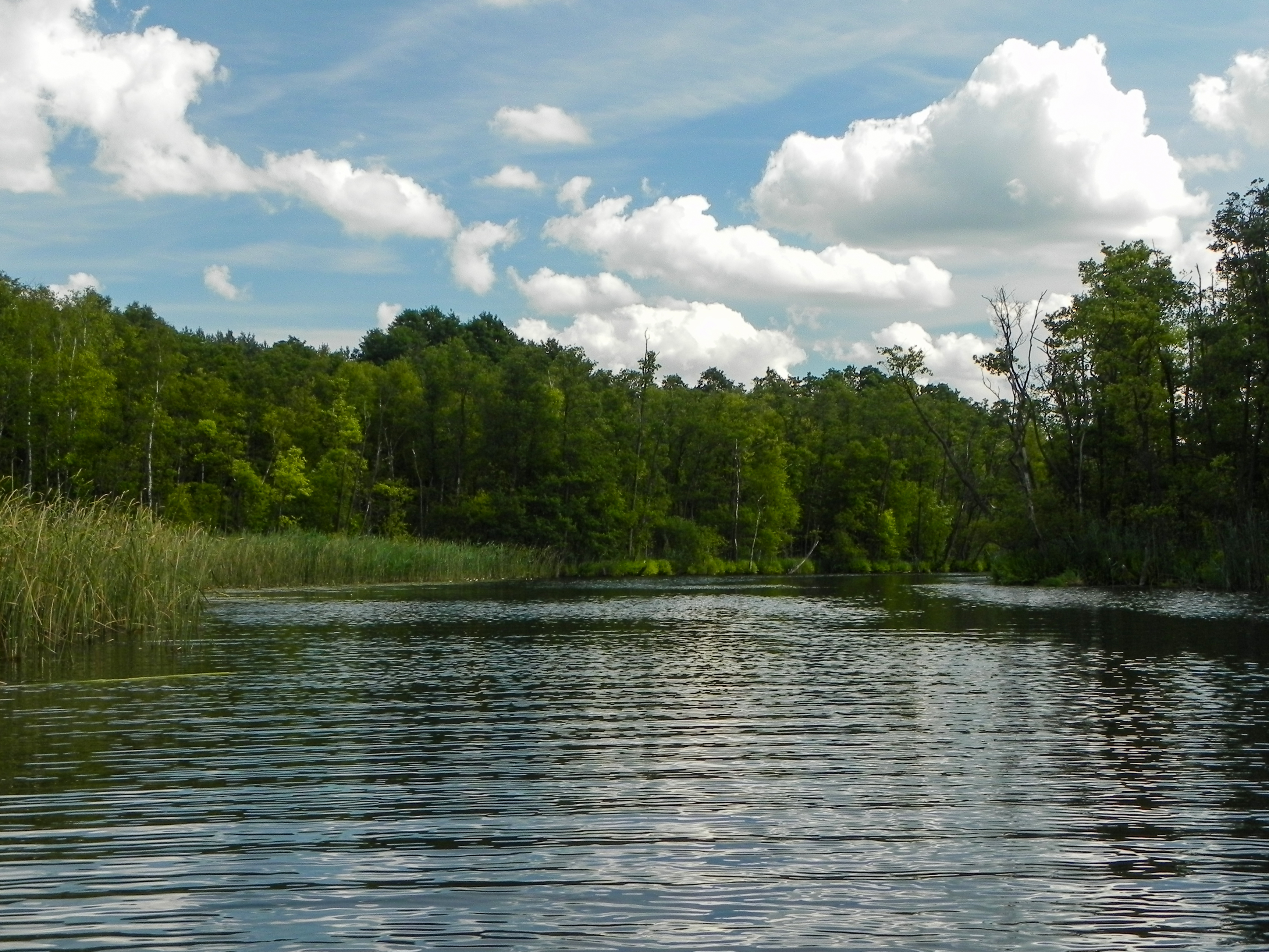
德羅瑟多貝克河

53°13′54″N 12°54′46″E / 53.231652°N 12.912669°E
德羅瑟多貝克河（德語：Drosedower Bek），是德國的河流，位於該國東北部，由梅克倫堡-前波美拉尼亞州負責管轄，河道全長2.6公里，流域面積0.7平方公里，發源自雷茨湖，最終注入戈貝諾湖。